# Sankt Georgen am Kreischberg
Sankt Georgen am Kreischberg, St. Georgen am Kreischberg – gmina w Austrii, w kraju związkowym Styria, w powiecie Murau. Liczy 1811 mieszkańców (1 stycznia 2015).